# لوکا کارتو
لوکا کارتو (انگلیسی: Luca Carretto؛ زادهٔ ۱۰ اوت ۱۹۸۴) بازیکن فوتبال اهل ایتالیا است.
از باشگاه‌هایی که در آن بازی کرده‌است می‌توان به باشگاه فوتبال یوونتوس اشاره کرد.